# 何东昌
何東昌（1923年4月—2014年1月23日），男，浙江诸暨人，中華人民共和國政治人物，曾任中華人民共和國國家教育委員會主任。

## 生平
1923年生於浙江，1946年国立西南联合大学航空工程系毕业。1944年在西南联合大学参加发起组织中共的外围组织——“民主青年同盟”。1947年加入中國共產黨。曾任西南联大民主青年同盟第一支部执行委员、清华大学党支部委员。
文化大革命結束後，出任清华大学党委副书记，副校長。1982年起出任中華人民共和國教育部部長。1983年5月28日至30日，中国高等教育学会在北京召开成立大会，大会选举了第一届理事会成员，他出任常务理事。1985年6月18日全國人大六屆十一次常委會決定撤銷教育部，設立國家教育委員會，由李鵬副總理兼任國家教委主任，何東昌改任國家教育委員會副主任 (正部長級)，黨組副書記。1993年當選為全國政協常務委員會委員。
2014年1月23日10时20分在北京逝世，享年91岁。